# Johnny Alf

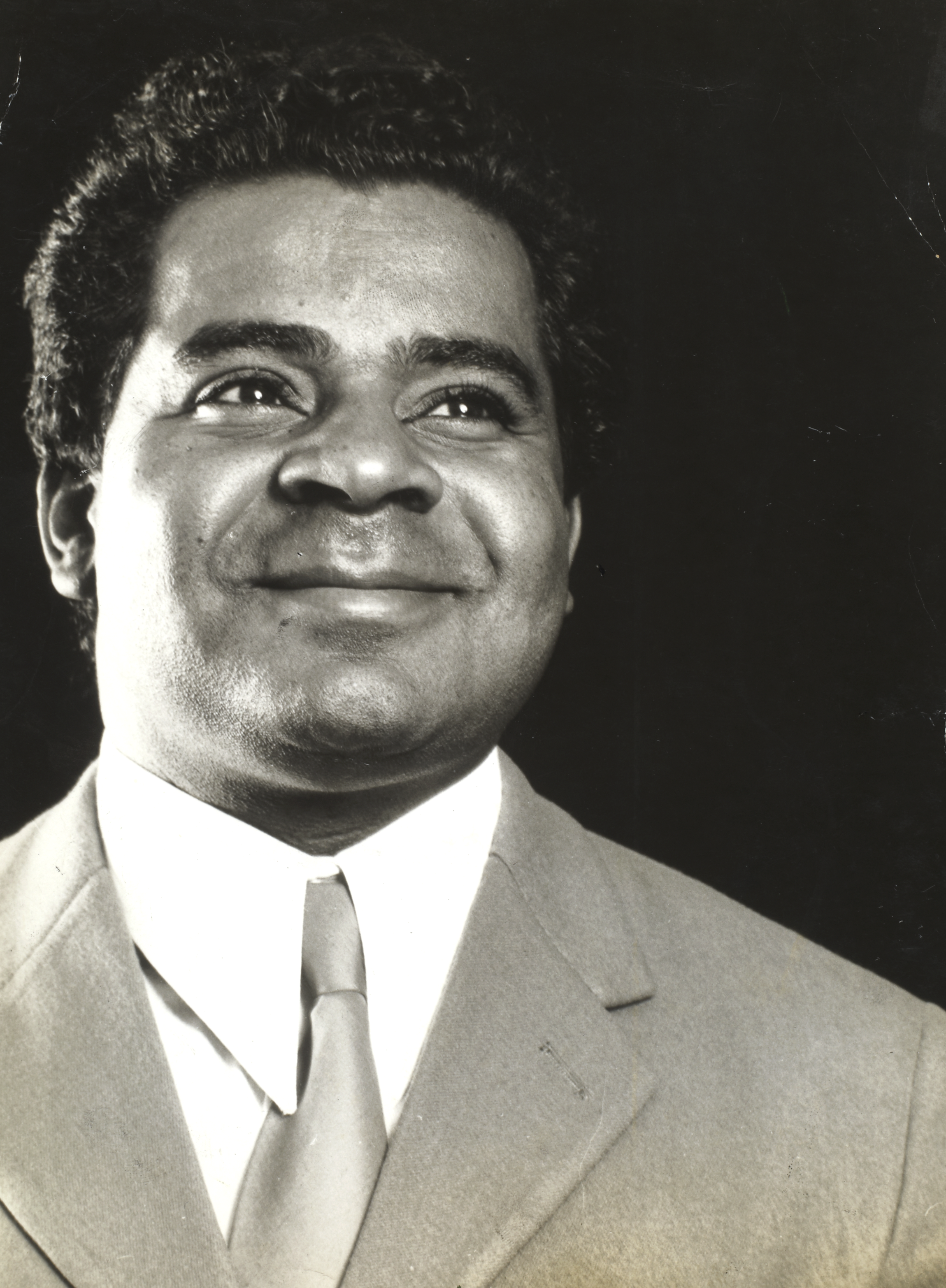
Johnny Alf

Johnny Alf (eigentlich Alfredo José da Silva, * 19. Mai 1929 in Rio de Janeiro; † 4. März 2010 in São Paulo) war ein brasilianischer Musiker (Piano, Gesang) des Bossa Nova.

## Leben
Alf lernte als Kind Klavierspiel und kam durch die Musik von George Gershwin und Cole Porter zum Jazz. Als Jugendlicher begann er Songs zu komponieren, in denen er später den Samba-Beat mit populärem Jazz und Swing verschmolz. Durch die Verbindung mit dem Sänger Dick Farney und dem Jazz-Journalisten Jose Domingoes Raffaelli erhielt er ein Engagement in einem Nachtclub in Copacabana. Er trat dann auch im Plaza auf, der Wiege des Bossa Nova. Im Laufe seiner Karriere arbeitete er mit zahlreichen brasilianischen Musikern wie Luís Chaves, Sérgio Mendes, Luís Carlos Vinhas und Leandro Braga. 1952 erschien seine erste Single; sein 1955 erschienenes Schellackalbum für Copacabana Brasil wird von Musikwissenschaftlern als erstes Bossa-Nova-Album angesehen. Mitte der 1960er-Jahre zog er nach Sao Paulo, wo er an einem Musikkonservatorium unterrichtete. Zu seinen bekanntesten Titeln zählen Eu e a Brisa, Ilusão À Toa, O que É Amar und Céu e Mar.

## Diskographische Hinweise
- Diagonal (1964)
- Ele É Johnny Alf (1971)
- Olhos Negros (1990), mit  Gilberto Gil, Chico Buarque, Caetano Veloso, Roberto Menescal, Leny Andrade
- Eu e a Bossa (1999)